# Аристидис Янопулос
Аристидис Янопулос (на гръцки: Αριστείδης Γιαννόπουλος) е гръцки общественик, деец на Гръцката въоръжена пропаганда в Македония.

## Биография
Янопулос е роден в 1887 година в тракийското градче Бунархисар. Племенник е на митрополит Антим Мъгленски (1905 - 1908) и става негов секретар. Занимава се с революционна дейност и е член на гръцкия революционен комитет в града. През юли 1907 година му е наредено да убие българския свещеник Илия Димитров, дошъл в Лерин от Битоля, за да подпомогне българското революционно дело в града. Янопулос убива българския свещеник пред очите на владиката Антим и три дена се крие в къщата на свещеник Папахристос Папаконстантину, която се намирала на крайбрежната улица. Когато на третия ден се опитва да премине в Митрополията е убит от пост на Международната жандармерия, формирана в 1903 година след Мюрцщегските реформи. В 1906 година за ръководител на Международната жандармерия в Леринско и Кайлярско е назначен италианският полковник Бастери.
Името „Аристидис Янопулос“ носи улица в махалата Язи в Лерин, където Янопулос е убит.